# Bezirk Friedrich-Wilhelmshafen

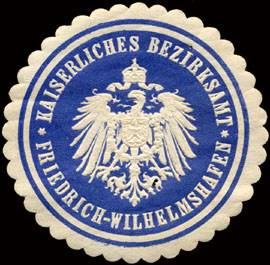
Siegelmarke Kaiserliches Bezirksamt - Friedrich – Wilhelmshafen

Der Bezirk Friedrich-Wilhelmshafen, war von 1904 bis 1918 eine Verwaltungseinheit des deutschen Kolonialreiches auf Kaiser-Wilhelms-Land mit Sitz auf Friedrich-Wilhelmshafen (heute: Madang).

## Der Bezirk
1891 wurde die Station Friedrich-Wilhelmshafen auf der Schering-Halbinsel angelegt und im gleichen Jahr eine Poststation eingerichtet. 1892 wurde die Zentralverwaltung der Neuguinea-Kompagnie hierher verlegt und der Landeshauptmann nahm seinen Sitz in der Station. Mit der Übernahme durch das Reich wurde hier das Bezirksgericht Friedrich-Wilhelmshafen eingerichtet. Allerdings war in Friedrich-Wilhelmshafen kein Berufsrichter stationiert. Der Bezirksamtmann nahm die Aufgabe des Bezirksrichters in Personalunion wahr. Das Gericht war dem Obergericht Rabaul nachgeordnet. Es war lediglich für die Weißen, nicht für die Eingeborenen zuständig. Für die Eingeborenen war der Bezirksamtmann als Richter zuständig, sofern nicht Eingeborenengerichte zum Einsatz kamen. 1904 wurde der Bezirk Friedrich-Wilhelmshafen geschaffen.
1914 wurden im Bezirk 243 Weiße gezählt. Vor Ort bestand ein Seeamt und ein Standesamt, dessen Geschäfte ebenfalls vom Bezirksamtmann mit wahrgenommen wurden. Um das Jahr 1906 wurde das Bereisungsboot Ramu für Reisen von Bezirksbeamten in Friedrich-Wilhelmshafen stationiert.
Stationsleiter waren bis 1892 Viktor Graf von Zech, 1892 bis 1893 Albert Fröhlich. 1893 bis 1895 Hugo Rüdiger, 1895 bis 1896 Albert Fademrecht, 1897 bis 1898 Oskar Baumüller (zugleich Stationsleiter in Stephansort) und 1898 bis 1899 Joseph Loag.
Hugo Rüdiger war 1895 bis 1896 erster Landeshauptmann. 1902 bis 1906 war Wilhelm Stuckhardt Bezirksamtmann. Ihm folgten 1906 bis 1908 Rudolf Karlowa, 1903 bis 1913 Dr. Benno Schulz(-Madang) und 1913 bis 1914 Erich Berghausen.

## Stationsbezirke
Dem Bezirksamt waren die Stationen Eitapé, Morobe und Angorum nachgeordnet.

### Regierungsstation Angorum
1913 wurde am mittleren Kaiserin-Augusta-Fluss die Regierungsstation Angorum eingerichtet. Die Station unter der Leitung eines Polizeimeisters hatte den Charakter einer Polizeistation.

### Stationsbezirk Eitapé
Die Station Eitapé in Berlinhafen wurde 1906 eingerichtet und war für den westlichen Teil von Kaiser-Wilhelmsland sowie für die vorgelagerten Inseln zuständig. Die Grenze zum östlichen Teil bildete der 144. Längengrad und der Kaiserin-Augusta-Fluss. 1914 lebten 51 Weiße im Bezirk. Neben dem Stationsamt war eine Postagentur eingerichtet. Der Auslandshafen der Station wurde regelmäßig alle zehn Wochen von den Schiffen der Neuguinea-Singapore-Linie (Norddeutscher Lloyd) angelaufen. Benachbart lag die Missionsstation St. Anna. Stationsleiter waren ab 1903 Arbinger, 1906 bis 1910 Rodatz, 1911 Pieper, 1912 Schober, 1913 Arbinger und 1914 Werner. Der Stationsleiter übte die Eingeborenengerichtsbarkeit sowie die standesamtlichen Geschäfte aus, während die Fremdengerichtsbarkeit dem Bezirksgericht Friedrich-Wilhelmshafen und dem Obergericht in Rabaul oblag.

### Stationsbezirk Morobe
1910 wurde die Station Morobe eingerichtet. Vorangegangen war die Gründung eines Polizeipostens im Jahr 1908. 20 eingeborene Polizisten, ein Polizeimeister und ein Stationsleiter sollten vor allem den Grenzverkehr im Süden von Kaiser-Wilhelmsland überwachen. Sitz der Station war Adolfhafen.
Stationsleiter war 1909 bis 1914 Hans Klink. Am Sitz der Station befand sich eine Postagentur und Missionsstationen der Neuendettelsauer Missionsgesellschaft.